# 克里斯琴王島
克里斯琴王島（英語：King Christian Island）是加拿大的島嶼，位於北冰洋海域，由基吉柯塔魯克地區負責管轄，屬於斯維爾德魯普群島的一部分，長39公里、寬26公里，面積645平方公里，最高點海拔高度165米，島上無人居住。

## 外部連結
- Sea islands: Atlas of Canada; Natural Resources Canada

77°45′N 102°00′W / 77.750°N 102.000°W